# Madurodam
Madurodam er en miniatureby  i bydelen Scheveningen i Haag i Nederlandene. Den bliver årligt besøgt af ca. 100.000. 
Navnet refererer til George Maduro (1916-1945; en hollandsk modstandsmand, der døde i Dachau) og -dam (nederlandsk: dæmning), der også kendes fra Amsterdam og Rotterdam.
Madurodam blev anlagt dels som krigsminde, dels som velgørende organisation 2. juli 1952 og er opført i størrelsesforholdet 1:25. Efter at kronprinsessen, Beatrix var blevet vist rundt i miniaturebyen, blev hun valgt som dens første borgmester. Da hun blev dronning i 1980 'fratrådte' hun som borgmester, og siden er Madurodams borgmester valgt af et ungdomsråd på 25 skoleelever fra området.
I miniaturebyen findes kendte nederlandske landskaber og bygninger som ostemarkedet i Alkmaar, Rijksmuseum i Amsterdam, Fredspaladset i Haag, kongeslottet på Dampladsen, Domtårnet i Utrecht, kanalhusene i Amsterdam, deltaprojektet og en del af Zuiderzee. Bygningerne er opført som ekstakte miniaturer og ligger i en række haver. Madurodam blev udvidet i 1996 og har løbende fået tilføjet nye bygningsværker. Fx blev modellen af Amsterdam Schiphol Airport ombygget i 2003, så den svarer til den virkelige lufthavn.